# 默爾特蘇卡湖
默爾特蘇卡湖是愛沙尼亞的湖泊，位於奧泰佩以北6至8公里，由瓦爾加縣負責管轄，海拔高度98米，面積23.8公畝，平均水深3.7米，最大水深5.4米。